# Liste des présidents du Landtag du Liechtenstein
Au Liechtenstein, le président du Landtag convoque et dirige les débats parlementaires et est le représentant du parlement. Il est le second personnage le plus important de l'État après le prince.

## Liste des présidents du Landtag
| Titulaire | Titulaire             | Parti | Date de début | Date de fin |
| --------- | --------------------- | ----- | ------------- | ----------- |
|           | Karl Schädler         |       | 1862          | 1871        |
|           | Karl Wilhelm Schlegel |       | 1871          | 1877        |
|           | Rudolf Schädler       |       | 1878          | 1878        |
|           | Karl Wilhelm Schlegel |       | 1878          | 1882        |
|           | Albert Schädler       |       | 1882          | 1885        |
|           | Karl Wilhelm Schlegel |       | 1886          | 1890        |
|           | Albert Schädler       |       | 1890          | 1919        |
|           | Friedrich Walser      | FBP   | 1919          | 1922        |
|           | Wilhelm Beck          | VP    | 1922          | 1928        |
|           | Anton Frommelt        | FBP   | 1928          | 1945        |
|           | David Strub           | FBP   | 1945          | 1954        |
|           | Alois Ritter          | VU    | 1954          | 1955        |
|           | David Strub           | FBP   | 1955          | 1956        |
|           | Alois Ritter          | VU    | 1956          | 1957        |
|           | David Strub           | FBP   | 1957          | 1958        |
|           | Josef Hoop            | FBP   | 1958          | 1959        |
|           | Martin Risch          | FBP   | 1960          | 1966        |
|           | Alexander Frick       | FBP   | 1966          | 1970        |
|           | Karlheinz Ritter      | VU    | 1970          | 1973        |
|           | Gerard Batliner       | FBP   | 1974          | 1978        |
|           | Karlheinz Ritter      | VU    | 1978          | 1993        |
|           | Ernst Walch           | FBP   | 1993          | 1993        |
|           | Paul Kindle           | VU    | 1994          | 1994        |
|           | Otmar Hasler          | FBP   | 1995          | 1995        |
|           | Paul Kindle           | VU    | 1996          | 1996        |
|           | Peter Wolff           | VU    | 1997          | 2000        |
|           | Klaus Wanger          | FBP   | 2001          | 2008        |
|           | Arthur Brunhart       | VU    | 2009          | 2013        |
|           | Albert Frick          | FBP   | 2013          | 2025        |
|           | Manfred Kaufmann      | VU    | 2025          | En fonction |